# Black Swan (FlashForward)
«Black Swan» es el cuarto episodio de la primera temporada de la serie de televisión FlashForward, de la cadena ABC. Fue escrito por los guionistas Lisa Zwerling y Scott Gimple y dirigido por Michael Rymer. Fue transmitido en Estados Unidos y Canadá el 15 de octubre de 2009.

## Argumento
Mark piensa que Demetri deja que el miedo controle su vida; Nicole revela su espantosa visión la cual muestra un asesinato. 

## Sucesos

### 6 de octubre de 2009
Cuando el apagón provocó el desmayo masivo, en un parque de Los Ángeles, un bus repleto de gente se precipita hacia un lago provocando la muerte de casi todos sus ocupantes. Al finalizar el desmayo, uno de los pasajeros se despierta antes de que el agua lo tape, y con una actitud asombrosamente tranquila, ayuda a otra de las sobrevivientes a escapar hacia la superficie. 

### 20 de octubre de 2009

#### Hospital de Los Ángeles
El hombre del bus, llamado Ned, se encuentra en la guardia del Hospital de Los Ángeles, siendo atendido por Olivia y Bryce. Los doctores le cuestionan el haber buscado asistencia 14 días después de lo sucedido. Bryce se muestra interesado por el optimismo y la tranquilidad de Ned, y decide preguntarle por lo que experimentó en su visión. Ned cuenta que se vio en un bar al que siempre quiso ir pero no se animaba, vistiendo pantalones de cuero, que era feliz y que... era negro. Los doctores se muestran escépticos, pero él está seguro de esto último. Bryce se obsesiona con la situación de Ned y Olivia le reclama que deje de basar su criterio médico en las visiones, y que además ha detectado que no está asistiendo a las sesiones con su psiquiátra, el Dr. Blyhte Flemming, a quien debe visitar dos veces por semana tras su intento de suicidio, y que esa es una condición para seguir trabajando allí. La conversación se ve interrumpida cuando desde una habitación sale volando una bandeja de comida. Lloyd sale de le habitación para recogerla, ya que fue arrojada por Dylan durante un episodio autístico. Olivia sigue caminando, tratando de evitar a Lloyd, y le pide a Bryce que haga transferir a Dylan a terapia física en cuanto termine con los antibióticos. 
En la cafetería del hospital Lloyd encuentra a Olivia y se disculpa por ser insistente. Le pide un consejo sobre cómo manejar a su hijo, al que casi no conoce. Olivia le sugiere ir a la casa de Dylan, ya que la madre ha muerto, y ver si revisando la habitación del niño se conecta con él. Al salir de la cafetería se cruza con Bryce y le pide que transfiera a Dylan aunque no haya terminado con los antibióticos. 
Más tarde lloyd le devuelve a Bryce un dibujo que el doctor olvidó en la habitación de su hijo. Es el dibujo de una mujer con aspecto triste. Bryce aclara que aún no ha conocido a esa mujer. En ese momento en las noticias, una reportera relata que un trabajador postal de Glendale quiere encontrar a través de la web de El Mosaico al policía que salvará su vida en el futuro. Eso genera que Bryce le pregunte a Lloyd sobre su visión. Él cuenta que estaba en una casa que no era de él, que recibió una llamada no sabe de quién pero era urgente, que había juguetes de Dylan esparcidos en e piso, por lo que él debía estar en la casa también, y que entonces escucha la voz de una mujer que le dice "Hola, cariño", pero que al darse vuelta, la visión termina antes de que la vea. En eso le entregan a Bryce el escáner de Ned, y él se lo lleva a Olivia. Observa un gran hematoma, y que la sangre se ha estado acumulando alrededor del hígado desde el accidente, que van a tener que operarlo. 
En su habitación Ned firma la autorización para la intervención quirúrgica, y Bryce se sorprende por lo tranquilo que está, incluso al advertirle los riesgos de la operación. Ned explica que está cambiando y que no siente nervios, ni preocupación, ni miedos, por nada. Bryce comienza a sospechar sobre el diagnóstico de Ned, y rastrea en internet sobre el cambio de pigmentación de la piel, basándose en lo que Ned refiere sobre su futuro. Entonces corre hacia el quirófano y le dice a Olivia que no deben operar o matarán a Ned, ya que lo que tiene en realidad es la enfermedad de Addison, por lo que su cuerpo produce melanina en vez de adrenalina. Eso explicaría la falta de nerviosismo y ansiedad, a la vez que su futuro cambio de color en la piel; sin las hormonas del estrés no podrá superar la operación, por lo que se le debe suministrar hidrocortisona para que no muera. Olivia no quiere tomar datos de la visión como elementos de criterio diagnóstico, por lo que se rehúsa a seguir el consejo de Bryce. 
En plena operación, la presión de Ned comienza a descender, así como todos los indicadores, y entra en paro. Todos los intentos de reanimarlo fallan. Finalmente Olivia acepta que deben colocarle hidrocortisona. Ned sobrevive. 
Más tarde Olivia asume ante Bryce que no quiso creer en la información de las visiones, para negar la veracidad de la suya. Al mismo tiempo le ofrece su ayuda para cuando él quiera hablar sobre su intento de suicidio, pero Bryce dice que ya está bien. En ese momento Debbie, la enfermera, y le dice a Olivia que han vuelto a transferir a Dylan Simcoe a su área. 
Lloyd ingresa a la casa de Dylan y de su madre. Examina sus cosas y sus juguetes: fotos del niño y la madre, el calendario terapéutico, un dibujo que dice "Mi familia" donde se dibujó a sí mismo con la mamá. Finalmente toma el Libro de mano del mago y se pone a leerlo. 
Esa noche Lloyd entretiene a Dylan con trucos de magia, habiendo logrado una conexión con él. Se levanta para ir a buscarle la cena, pero justo suena su teléfono. En la pantalla aparece el nombre Simon. Lloyd se ve muy preocupado de recibir esa llamada. Cuando atiende, Simon le dice que debe ir a hablar con él. lloyd dice que no puede, pero Simon insiste diciéndole que reunirse con él es uno de los pequeños inconvenientes que tendrá que soportar ahora que son responsables del mayor desastre en la historia de la humanidad.

#### Zoey
En el Café Zurika, Zoey intenta planificar la boda con Demetri, pero lo nota muy distraído. Luego le recomienda que indage todo lo que pueda en Alda Hertzog, incluso si tuviera que propasarse, con tal de averiguar más sobre el apagón. 

#### Nicole y los Benford
Mark juega con Charlie durante el desayuno, y entonces llega Olivia y anuncia que Nicole volverá a pasar a buscarla por el colegio, lo que pone muy contenta a la niña. 
Antes de ir a su trabajo, Nicole conversa con Aaron, recuerdan cuando Tracy fue la niñera de ella, y luego Nicole habla de su preocupación por haber defraudado a los Benford. Aaron intenta convencerla de que está haciendo las cosas bien.
Nicole acude a hablar con el Padre Seabury a su oficina. Al llegar lo encuentra hablando por teléfono con el Rabino Hirscholtz. El religioso la confunde con Paige, la hermana de Nicole, pero ella aclara que su hermana es la que acude a la iglesia más seguido. Nicole explica que quiere hacer trabajo de voluntariado, pero el Padre dice que desde el apagón hay tantos voluntarios que ya no hay plazas. Nicole cuenta que se siente culpable por algo que no ha ocurrido aún, ya que en su visión estaba siendo ahogada por alguien, a modo de castigo, y ella sentía que se merecía lo que le pasaba. El Padre le da el número de Audrey Risgeway, la coordinadora de voluntarios, y le regala una remera de Jesus. 
Esa noche, en casa de los Benford, le cuenta a Mark de su visión. Él le ofrce ayuda, le dice que mandará a un detective amigo suyo que trabaja en la Policía de Los Ángeles para que investigue, y le asegura que estará a salvo. En ese momento entra Charlie y Nicole acepta quedarse a cenar. 

#### La investigación
Mark pide apoyo para viajar a GanwarEn las oficinas del FBI, Mark le pide autorización a Stan para viajar a Ganwar, pero Stan se niega, ya que lo interpreta como una forma de justificar lo que no pudieron conseguir en Múnich. Al apoya a Mark y explica que la CIA está negando entregar fotos satelitales de Ganwar de 1991, pero Stan considera que eso no es importante. Al salir de la oficina, Mark le pide a Al que le encargue al hacker Cheeto Dust que consiga las fotos ilegalmente, pero Al considera que eso no es apropiado. 
Demetri y Vreede están interrogando a Alda Hertzog. Ella afirma que es una empresaria legal. Le cuestionan que estaba vendiendo material nuclear el día de los desmayos, y que posee al menos 6 pasaportes falsos de diferentes países. Alda accede a dar un dato, y dice que en sus negocios estaba implicada la cadena de restaurantes Customer Choice. Vreede busca en la base de datos y encuentra que la cadena se encuentra en Indio, una ciudad que apareció muchas veces en las escuchas. Alda dice que no dirá nada más. Cuando Demetri le dice advierte que se está quedando sin tiempo, Alda lo provoca, diciéndole que él se está quedando sin tiempo. 
Demetri le solicita ahora autorización a Stan para ir a Indio a rastrear la pista de Alda, pero Mark no está de acuerdo en seguir esa línea de investigación, ya que él cree que no está vinculado al apagón, y que deberían viajar a Ganwar. Stan autoriza el viaje a Indio. 
Al llegar a Indio, Mark y Demetri se entrevistan con Louis, el encargado, y le piden una lista de los empleados. En eso, uno de los cocineros, al descubrir que eran agentes del FBI sale corriendo por la puerta trasera, y los federales lo persiguen. En la carrera, pierde un colgante que dice "Pimp". Cuando lo alcanzan y lo esposan, revisan su mochila, y Demetri saca una caja que parece contener material nuclear del mercado negro. Al abrirla descubren que sólo se trata de marihuana. Vlad, el traficante dice que en su visión se vio conduciendo un coche tuneado Rines de 19 pulgadas, y eso le hace pensar que se convertirá en el "Scarface" de la hierba. 
Este altercado genera una discusión entre Mark y Demetri, en la que este último termina pegándole una tropmada al primero. Luego Demetri confiesa que se ha enterado de que su muerte será el 15 de marzo de 2010 a causa de tres tiros en el pecho, y que lo supo por la llamada anónima de una mujer. Así se dan cuenta de que siguieron la pista de Indio sólo porque Alda manipuló a Demetri, aprovechando su temor a quedarse sin tiempo. Mark asocia que los hombres que lo buscaban en su visión pueden estar vinculados al asesinato de Demetri, por lo que deben seguir esa línea de investigación para evitar que lo maten. 
Esa noche, Mark vuelve a interrogar a Alda. Ella dice que sólo sabe de la muerte de Demetri porque él lo subió al sitio web, pero que no sabía que sería asesinado. También admite que nada de lo que diga será verdad, pero le sugiere a Mark que se haga la pregunta más importante de todas: ¿Por qué ocurrió el apagón?. Luego le explica el concepto de Cisne Negro, que es una metáfora para aquellos suceso que son tan inesperados que la mente no los puede procesar. Además lo provoca diciéndole que él no está preparado para hacer lo que es necesario para llegar a las respuestas. 
En su ordenador, Al Gough ingresa al sitio del Mosaico y busca el nombre Celia y aparecen unas 10 entradas. En ese momento entra Mark y le pide contacte al hacker Cheeto Dust, para que rastree las imágenes de satélite.
- Datos: Q5729612